# جوری تاپان
جوری تاپان (انگلیسی: Juri Toppan؛ زادهٔ ۲۰ ژانویهٔ ۱۹۹۰) بازیکن فوتبال اهل ایتالیا است.
از باشگاه‌هایی که در آن بازی کرده‌است می‌توان به باشگاه فوتبال اینتر میلان، باشگاه فوتبال اسپتزیا، باشگاه فوتبال فوجا، باشگاه فوتبال اودینزه، و باشگاه فوتبال کاتانیا اشاره کرد.
وی همچنین در تیم ملی فوتبال زیر ۱۸ سال ایتالیا بازی کرده‌است.